# Petchersk (Kiev)
Pour les articles homonymes, voir Petchersk.
Petchersk ou Pechersk (en ukrainien : Печерськ) est un quartier historique du centre de Kiev, la capitale de l'Ukraine.
Il correspond à peu de chose près au centre historique de la ville. Ses rues principales sont la rue Ivan Mazepa, la rue Dmytro Godzenko et le boulevard Lesya Ukrainka.
C'est une partie du raïon de Petchersk.
Son nom est issu du nom d'origine de la laure des Grottes de Kiev.
Le quartier est jumelé avec la ville de Senlis, en France.